# Балка Заводська
Балка Заводська, Штурмова — балка (річка) в Україні у Чутівському районі Полтавської області. Права притока річки Коломаку (басейн Дніпра).

## Опис
Довжина річки 16 км, похил річки 2,0 м/км  площа басейну водозбору 77,9 км², найкоротша відстань між витоком і гирлом — 13,37 км, коефіцієнт звивистості річки — 1,20. Формується декількома струмками та загатами. На деяких ділянках балка пересихає.

## Розташування
Бере початок у селищі Скороходове. Тече переважно на південний захід через село Кантемирівку і на північній стороні від села Войнівки впадає в річку Коломак, ліву притоку річки Ворскли.
Населені пункти вздовж берегової смуги: Павлівка, Водяне.

## Цікаві факти
- У селищі Скороходове балку перетинає автошлях Т 1730[4] (автомобільний шлях місцевого значення у Полтавській області. Пролягає територією розформованих Котелевського та Чутівського районів за маршрутом Велика Рублівка — Чутово через Велику Рублівку — Чутове. Загальна довжина — 36,1 км).
- У XX столітті на балці існували молочно-тваринна ферма (МТФ), газгольдери та газові свердловини[1], а у XIX столітті — декілька вітряних млинів[2].